# Gouvernement Boumédiène I
République algérienne
Ben Bella III Boumédiène II
Le gouvernement Boumédiène I est un gouvernement provisoire décrété en Algérie par le Conseil de la Révolution, et qui a exercé du 20 juin au 10 juillet 1965. 

## Composition
Après le coup d'État de 1965 en Algérie, le gouvernement procède aux nominations suivantes à titre provisoire.
Ahmed Medeghri est nommé ministre de l’Intérieur et ministre des Finances. Tedjini Haddam, ministre des Habbous, est nommé ministre de la Santé publique, des Anciens moudjahidines et des Affaires sociales. Enfin, le ministre de l'Éducation nationale, Chérif Belkacem, est nommé ministre de l'Information.